# Suhîi Kobeleaciok, Kozelșciîna
Suhîi Kobeleaciok (în ucraineană Сухий Кобелячок) este un sat în comuna Prîharivka din raionul Kozelșciîna, regiunea Poltava, Ucraina.

## Demografie
Componența lingvistică a localității Suhîi Kobeleaciok
     Ucraineană (87,5%)
     Rusă (12,5%)
Conform recensământului din 2001, majoritatea populației localității Suhîi Kobeleaciok era vorbitoare de ucraineană (87,5%), existând în minoritate și vorbitori de rusă (12,5%).